# لکس دو آزودو
الکسیس کینگ دو آزودو (به انگلیسی: Alexis King de Azevedo، زادهٔ ۱۴ ژانویهٔ ۱۹۴۳) آهنگساز، ترانه‌سرا، پیانیست، خواننده و بازیگر آمریکایی است که بیشتر برای ساخت موسیقی متن و کارش در شاهدخت قو که یکی از ترانه‌هایش به نام «فراتر از ابدیت» نامزد جایزهٔ گلدن گلوب برای بهترین ترانهٔ غیراقتباسی شد، شناخته شده‌است. دو آزودو، یکی از اعضای کلیسای عیسی مسیح قدیسان آخرالزمان است و برای گروه موسیقی این کلیسا، مبارزان شنبه را تولید کرده‌است.

## ترانه‌شناسی
- کوه‌ها (اوبژین، ۱۹۹۱)
- موآب (اوبژین، ۱۹۹۳)
- تغییرات در موضوعی مقدس (شدو ماونتن، ۱۹۹۸)
- تغییرات در موضوعی مقدس، جلد ۲ (شدو ماونتن، ۱۹۹۹)
- زمانی برای عشق (امبریو، ۲۰۰۶)

دو آزودو همچنین صدها نسخهٔ بی‌کلام از ترانه‌های محبوب را ضبط کرده‌است. این نسخه‌ها برای پخش در ایستگاه‌های رادیویی بیوتفل موزیک در نظر گرفته شده بودند و به صورت تجاری منتشر نشدند. این ترانه‌ها به کانال اسکیپ سیریوس اکس‌ام وابسته هستند که معمولاً دست‌کم یکی از ضبط‌های دو آزودو را هر ساعت پخش می‌کند. ترانه‌ها برای دانلود در وبگاهِ ساری هاوس موزیک و همچنین در یوتیوب در دسترس قرار گرفته‌اند.